# Cieplice (Czechy)
Cieplice (cz. Tepliceⓘ, niem. Teplitz) – miasto w Czechach, w kraju usteckim, siedziba powiatu Cieplice. Leżą 20 km na zachód od Uścia nad Łabą.
Ośrodek produkcji szkła i ceramiki. Miejsce występowania radoczynnych wód termalnych osiągających temperaturę 41 °C.
Według danych z 1 stycznia 2024, liczba mieszkańców miasta wynosi 50 959 osób (18. miejsce w kraju).

## Historia
Początki miasta sięgają średniowiecza i związane są ze źródłami wód leczniczych. Teplice są jednym z najstarszych uzdrowisk w Czechach. W pobliżu ciepłych źródeł osadzono klasztor benedyktynek, obok którego rozwinęła się osada a później miasto. Dalszy rozwój uzdrowiska datowany jest na wiek XVI, kiedy wybudowano pierwszy kamienny budynek z basenami leczniczymi. W 1793 miasto ulega zniszczeniu w wyniku pożaru. Zostaje odbudowane w stylu klasycystycznym i empire.
W latach 1695–1700 przebywał tu pracując nad perpetuum mobile wybitny polski matematyk i mechanik, wychowawca królewicza Jakuba Sobieskiego – Adam Adamandy Kochański. Kiedy zmarł 19 maja 1700, pochowany został najprawdopodobniej w miejscowym, przypałacowym kościele lub też w kościele jezuickim w pobliskim Chomutovie.
Zmarł tutaj Michał Zabiełło, żyjący w nędzy po roztrwonieniu majątku – generał wojsk litewskich w wojnie Rzeczypospolitej z Rosją w roku 1792.
Lata świetności uzdrowiska przypadają na wiek XIX, kiedy jego gośćmi były znane postacie polityki i kultury. Wśród nich m.in. cesarz Ferdynand I, car Aleksander II, Ludwik Bonaparte, Goethe, który w 1812 r. spotkał się tutaj z Beethovenem oraz Chopin. W XX wieku na skutek rozwoju przemysłu i górnictwa odkrywkowego węgla miasto utraciło charakter uzdrowiska.

## Atrakcje turystyczne
- klasztor romański z później dobudowanym renesansowym zamkiem
- kościół św. Jana Chrzciciela z 1700 w stylu barokowym
- ogród botaniczny przy ul. J. Suka o powierzchni 2 ha, w tym 1300 m² szklarni
- zabytkowe domy w stylu empire z pierwszej połowy XIX wieku w dzielnicy uzdrowiskowej.

## Demografia
Dane demograficzne za rok 2021 i 2024.
| Rok             | 2021   | 2024   |
| --------------- | ------ | ------ |
| Liczba ludności | 49 705 | 50 959 |
| Liczba mężczyzn | 23 976 | 24 643 |
| Liczba kobiet   | 25 729 | 26 316 |

## Ludzie związani z miastem
- W 1841 r. urodził się tu Julius Payer, austriacki oficer, alpinista, badacz polarny i malarz, współodkrywca Ziemi Franciszka Józefa.
- W 1923 r. na cmentarzu w Cieplicach został pochowany Leon Biliński, minister skarbu w rządzie Ignacego J. Paderewskiego (1919), członek Akademii Umiejętności. Przed odzyskaniem przez Polskę niepodległości, był namiestnikiem cywilnym Bośni i Hercegowiny. Bilińskiego obarczono pośrednią odpowiedzialnością za śmierć arcyksięcia Ferdynanda.

## Sport
W Cieplicach działa klub piłkarski FK Teplice, który rozgrywa swoje mecze na stadionie Na Stínadlech. W sezonie 2024/2025 drużyna występuje w Chance Lidze - najwyższej klasie rozgrywkowej w Czechach.

## Galeria

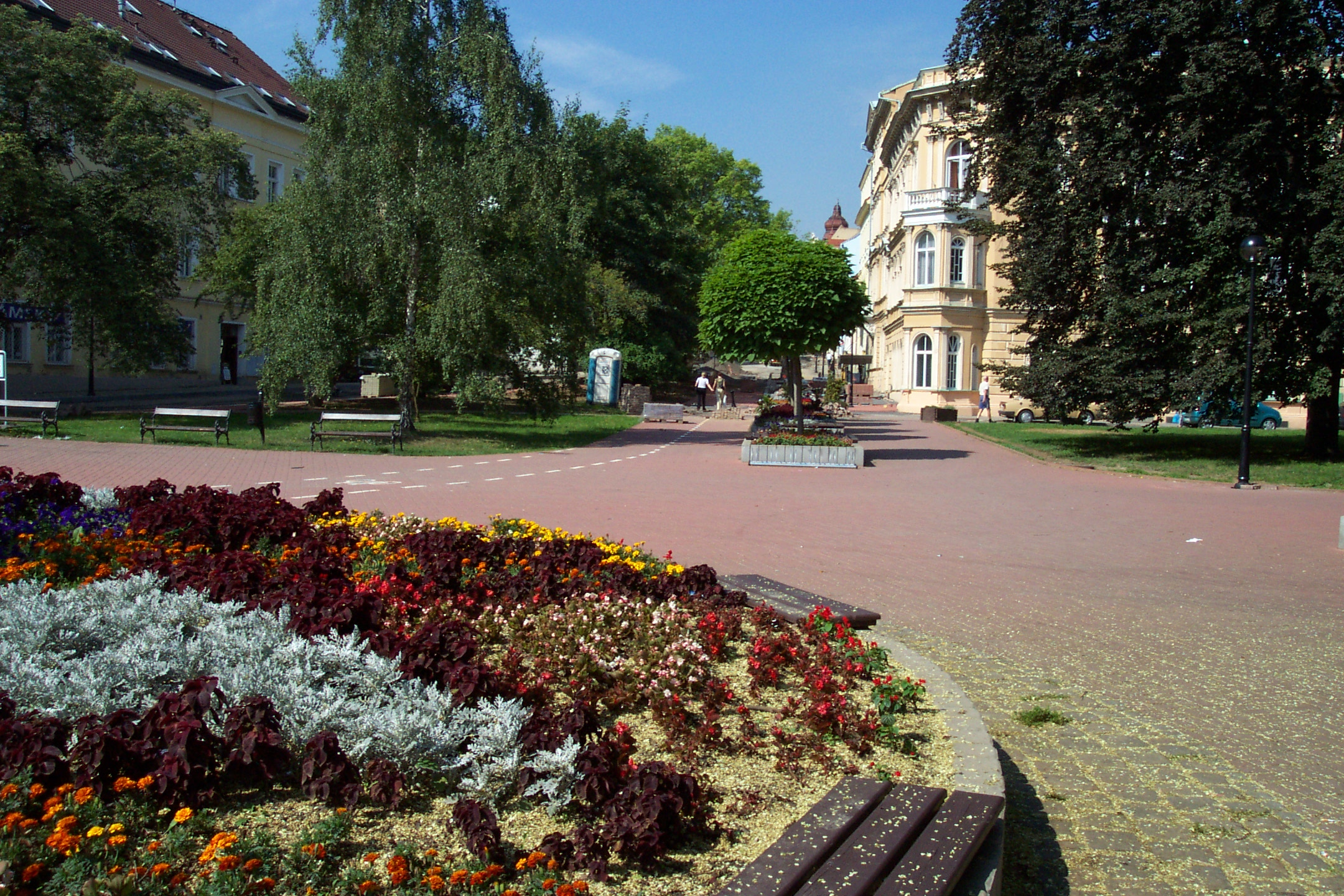
Część zdrojowa Cieplic
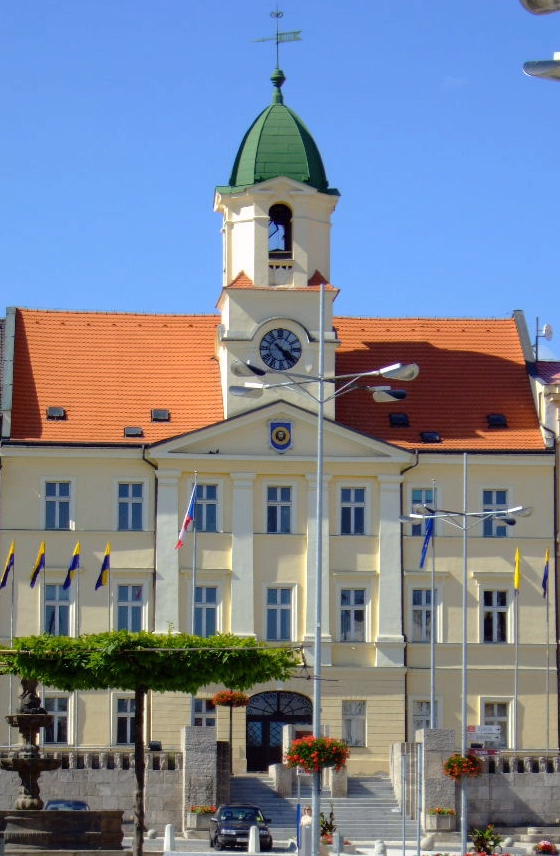
Ratusz
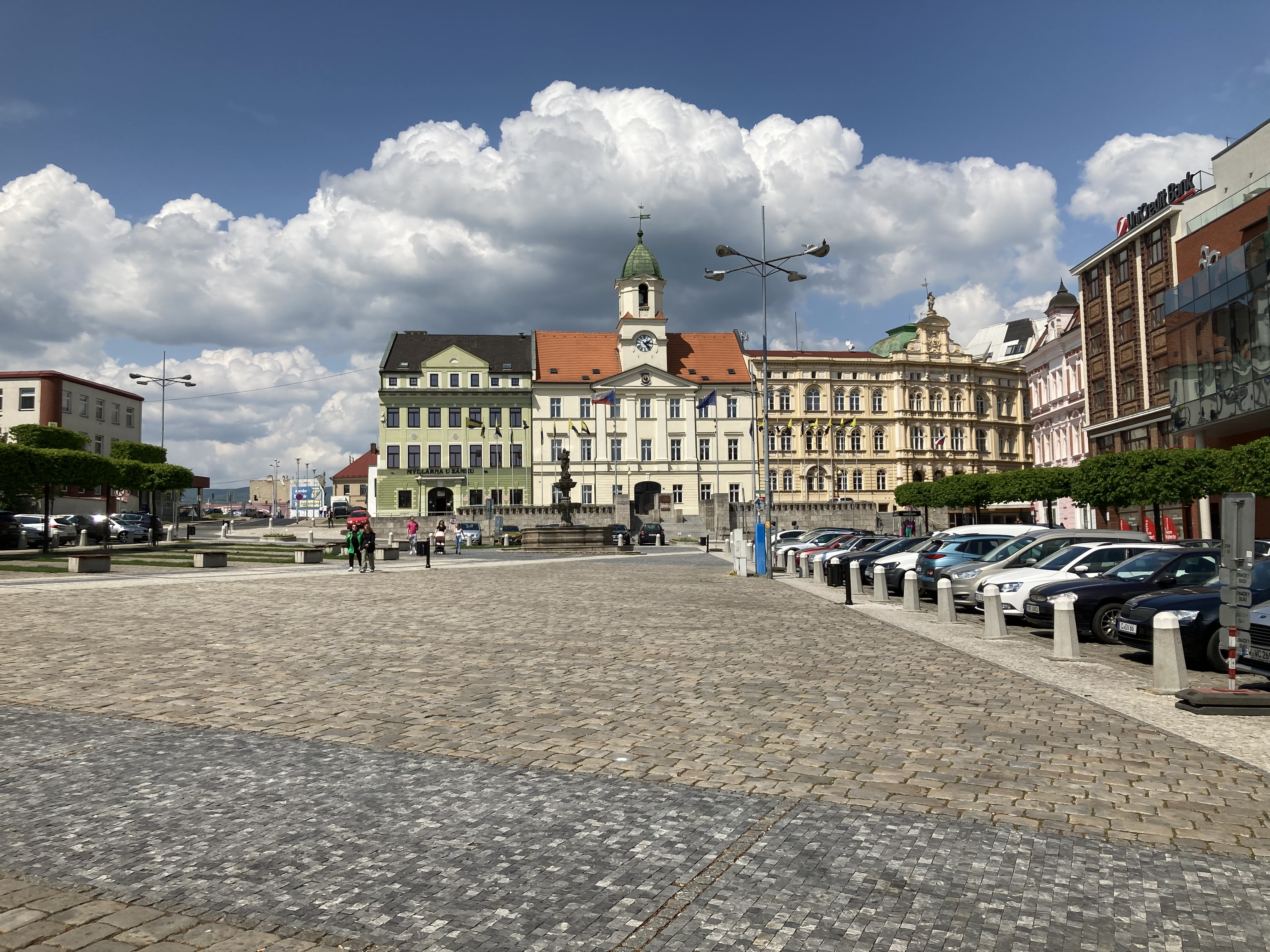
Plac przed ratuszem miejskim
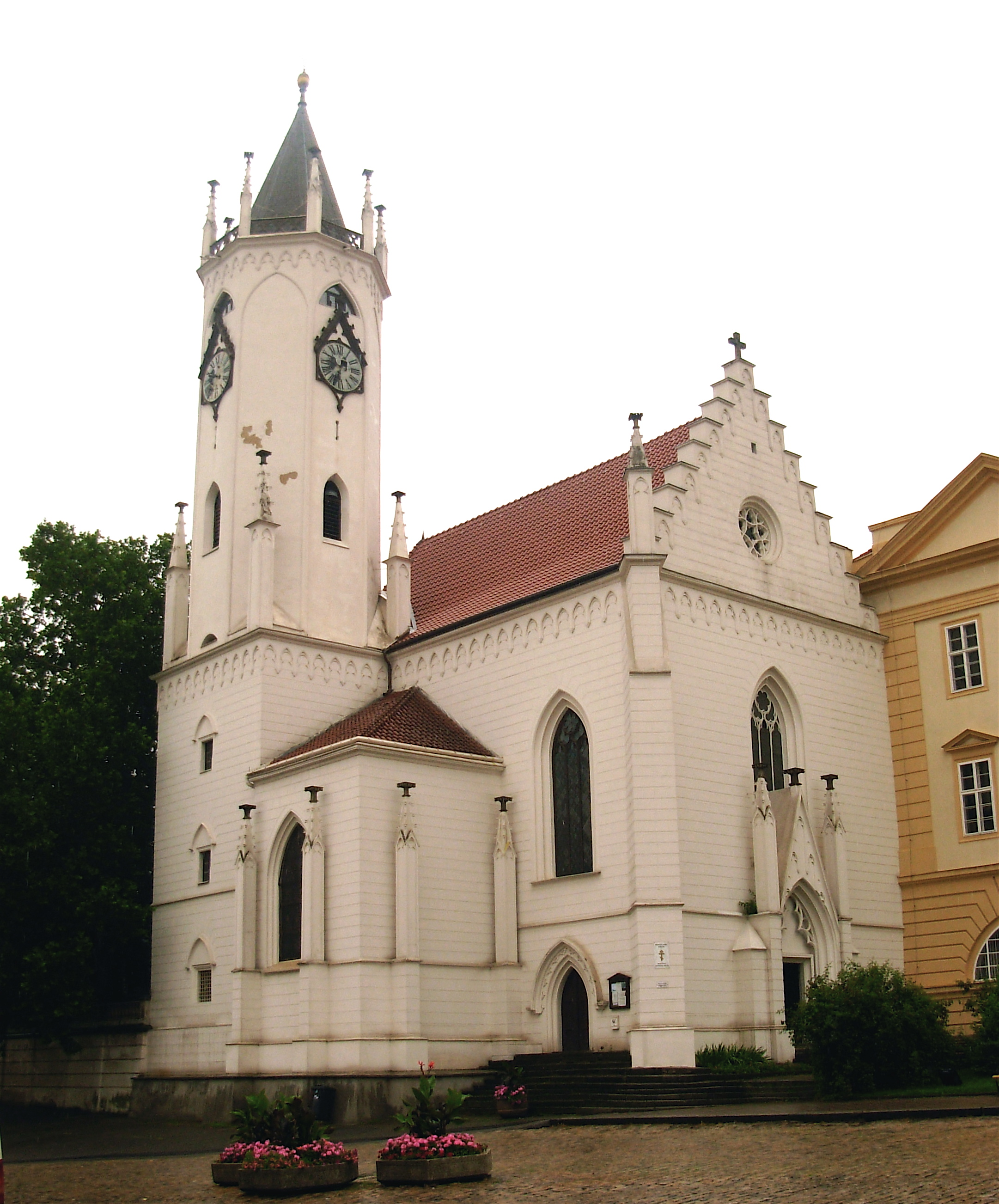
Kościół zamkowy, obecnie prawosławny